# Brooklyn Robins Dry Dock
O Brooklyn Robins Dry Dock foi um clube americano de futebol que recebeu o nome do local de trabalho que representava. O cais fazia parte dos estaleiros Todd Pacific, no Brooklyn, que formaram o clube de futebol profissional em 1918 para jogar na National Association Football League. Robins jogou até o fim da liga em 1921. O melhor resultado de Robins foi o terceiro em 1920 e 1921, mas ganhou a National Challenge Cup de 1921.

## História
Em 1918, a entrada dos Estados Unidos na Primeira Guerra Mundial causou uma grande perda de jogadores devido ao serviço militar. A perda de jogadores impactou a maior parte da liga, incluindo o NAFBL. Enquanto a maioria dos times da liga conseguiu encontrar jogadores suficientes para começar a temporada, três times foram forçados a ficar de fora da temporada. Um quarto, o East Newark Scots-Americans, começou a temporada, mas desistiu após cinco jogos. A fim de manter equipes suficientes para encenar uma temporada competitiva, o NAFBL trouxe o Robins Dry Dock que assumiu o recorde escocês-americanos. Embora  o Robins não tenha conseguido terminar mais alto que terceiro lugar em suas três temporadas no NAFBL, rapidamente se tornou dominante nas competições nacionais. Em 1921, os principais times da NAFBL entraram em colapso quando os principais times da liga se juntaram aos principais times da Southern New England Soccer League para formar a American Soccer League. Robins não se juntou à ASL. Em vez disso, a empresa Todd Shipyards, dona do Robins Dry Dock, bem como a Tebo Yacht Basin, que patrocinou o Tebo Yacht Basin FC do SENSL, entrou com sua própria equipe na nova liga.
As duas equipes se uniram e formaram o Todd Shipyards, que disputou a American Soccer League em 1921-22.

### National Challenge Cup
Na época, havia duas copas nacionais, a lhistórica American Cup e a recém-criada National Challenge Cup . Em março de 1919, Robins foi para as semifinais da American Cup, caindo para o Bethlehem Steel FC  Em 1920, Robins se vingou do Bethlehem quando derrotou o derrotou na final da American Cup. Robins se repetiu como campeão da copa no ano seguinte, derrotando Fore River. Na National Challenge Cup de 1920, Robins perdeu para Fore River nas semifinais.  No ano seguinte, Robins conquistou a Challenge Cup em uma vitória de 4-3 sobre o St. Louis Scullin Steel FC 